# Oberlausitzer Eisenbahn

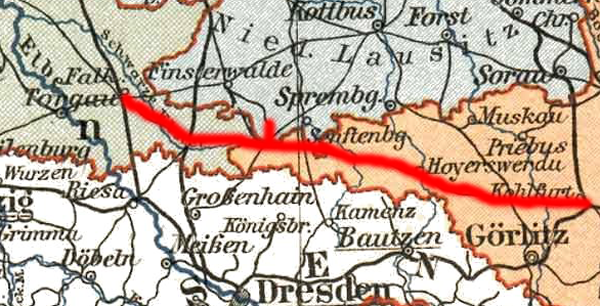
Streckennetz der Oberlausitzer Eisenbahn

Die Oberlausitzer Eisenbahn-Gesellschaft mit Sitz in Ruhland im heutigen Kreis Oberspreewald-Lausitz erhielt am 11. Oktober 1871 die Konzession für eine Eisenbahnlinie, die ein Teil der direkten Verbindung von Breslau nach Magdeburg werden sollte. Die 148 Kilometer lange Strecke führte vom Knotenpunkt Kohlfurt (heute: Węgliniec, Polen) in westlicher Richtung durch die Oberlausitz über Horka, Hoyerswerda, Ruhland und Elsterwerda-Biehla nach Falkenberg in der Niederlausitz.
Der Betrieb wurde am 1. Juni 1874 eröffnet, erster Direktor war bis 1876 Karl Eduard Zachariae von Lingenthal. 1878 wurde die Betriebsführung an die Berlin-Anhaltische Eisenbahn-Gesellschaft übertragen, die damit ihr Netz abrunden konnte. Im gleichen Jahr übertrug die Oberlausitzer Eisenbahn-Gesellschaft die gleiche Aufgabe für ihre zweite Strecke Ruhland–Lauchhammer (Ost), die am 15. Oktober 1875 eröffnet worden und nur acht Kilometer lang war, an die Cottbus-Großenhainer Eisenbahn-Gesellschaft.
Als beide Betriebsführer ihre Selbständigkeit verloren, übernahm die Preußische Staatsbahn ab 1. Mai 1882 deren Aufgabe. Genau fünf Jahre später, am 1. Mai 1887 veräußerte die Oberlausitzer Eisenbahn-Gesellschaft ihre Bahnen an den Staat und löste sich auf.